# Emfuleni
La municipalité locale d'Emfuleni est une municipalité de la province du Gauteng en Afrique du Sud. Créée en 2000, elle comprend les villes et townships de Vereeniging, Sebokeng, Sharpeville et Vanderbijlpark. 
Elle est dirigée politiquement par l'ANC.

## Population urbaine 2011 des constituants de la municipalité d'Emfuleni
Selon le recensement de 2011, les populations des différentes zones urbaines de la municipalité d'Emfuleni sont les suivantes :

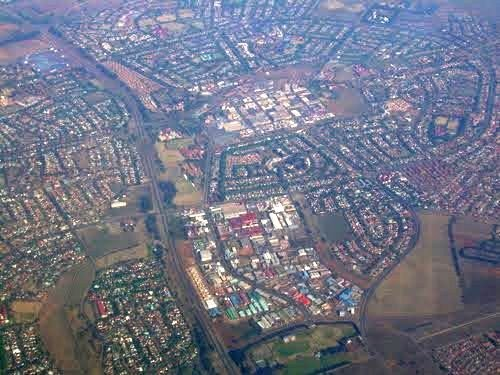
Municipalité locale d'Emfuleni

| zone urbaine   | population urbaine 2011 |
| -------------- | ----------------------- |
| Sebokeng       | 00 218 515              |
| Evaton         | 00 132 851              |
| Vereeniging    | 000 99 797              |
| Vanderbijlpark | 00 95 840               |
| Bophelong      | 00 46 089               |
| Sharpeville    | 00 37 599               |
| Tshepiso       | 00 29 268               |
| Boipatong      | 00 22 168               |
| Stretford      | 00 17 458               |
| Johandeo       | 00 9 878                |
| Lakeside       | 00 7 843                |
| Emfuleni NU    | 00 3 188                |
| Vaal Oewer     | 00 696                  |
| Golden Gardens | 00 484                  |
| Total EMFULENI | 00 721 663              |

## Liste des maires
- Sebei Motsoeneng (2001)
- Johnny Tlhahasane Shadrack Thabane (2001-2005)
- Dikeledi Rebecca Tsotetsi (2006-2008)
- Sithole Assistance Mshudulu (2008-2011)
- Greta Hlongwane (2011-2015)
- Simon Mofokeng (2015-2017)[2]
- Jacob Khawe (2017-2018)[3]
- Gift Moerane (2019-2021)
- Sipho Radebe (depuis le 22 novembre 2021)